# Fernando Carrere
Fernando Carrere est un directeur artistique et décorateur mexicain né le 31 décembre 1910 à Mexico et décédé le 2 septembre 1998 à Los Angeles. Il a été nommé pour l'Oscar des meilleurs décors à la 34e cérémonie des Oscars pour le film La Rumeur de William Wyler.

## Filmographie

### Directeur artistique
- 1957 : Orgueil et Passion de Stanley Kramer
- 1958 : Les Diables au soleil de Delmer Daves
- 1958 : La Chaîne de Stanley Kramer
- 1959 : Le Dernier Rivage de Stanley Kramer
- 1961 : La Rumeur de William Wyler
- 1962 : Jack le tueur de géants de Nathan Juran
- 1962 : Le Prisonnier d'Alcatraz de John Frankenheimer
- 1963 : La Grande Évasion de John Sturges
- 1963 : La Panthère rose de Blake Edwards
- 1964 : The Young Lovers de Samuel Goldwyn Jr.
- 1965 : La Grande Course autour du monde de Blake Edwards
- 1973 : Tuez Charley Varrick ! de Don Siegel
- 1975 : L'Infirmière de la compagne casse-cou de Ted Post

### Décorateur
- 1955 : New York confidentiel de Russell Rouse
- 1960 : La Mafia de Richard Wilson
- 1964 : The Young Lovers de Samuel Goldwyn Jr.
- 1965 : La Grande Course autour du monde de Blake Edwards
- 1966 : Qu'as-tu fait à la guerre, papa ?
- 1967 : L'Or des pistoleros
- 1967 : Peter Gunn, détective spécial
- 1968 : La Party
- 1970 : Darling Lili
- 1971 : Zeppelin
- 1975 : Sheila Levine Is Dead and Living in New York de Sidney J. Furie
- 1976 : C'est toujours oui quand elles disent non
- 1978 : Le Convoi de Sam Peckinpah
- 1980 : Nimitz, retour vers l'enfer